# RaestaVinvE
I RaestaVinvE sono un duo musicale italiano formatosi nel 2020 composto dai cantautori pugliesi Vincenzo Vescera, in arte Vinvè, e Stefano Resta, conosciuto come Raesta. Dall'incontro, propiziato da Riccardo Sinigallia, il duo realizza due album, entrambi candidati alla Targa Tenco, sostenuti da Pugliasounds e Medimex su etichetta Artist First.
Sono finalisti al Premio Lunezia, al Premio Fabrizio De Andrè, ad Arezzo Wave, a Palco d'autore e partecipano ad Una voce per San Marino 2022. Tra le collaborazioni: Maurizio Loffredo, il musicista produttore Daniele Sinigallia, il leader dei 24 Grana Francesco Di Bella, la cantautrice francese Clio, Marjorie Biondo, Federica Fornabaio.

## Discografia

### Album in studio
- 2021 – Biancalancia
- 2022 – Resto a sud

### Singoli
- 2020 – Non sono nato ieri
- 2020 – Senza cuore
- 2020 – Tequila
- 2020 – Samurai
- 2021 – Terrazze
- 2021 – Rien ne va plus (con Clio)
- 2021 – Verdiana
- 2022 – Adesso tutto è cambiato
- 2022 – Resto a sud (con Francesco Di Bella)
- 2023 – Tu non mi basti mai (con Federica Fornabaio)

### Videoclip
- 2020 – Non sono nato ieri, regia di Giovanni Di Legami
- 2020 – Senza cuore, regia di Alessio Attardi
- 2020 – Tequila, regia di Alessio Attardi
- 2020 – Samurai, regia di Giovanni Di Legami
- 2021 – Terrazze, regia di Jacopo Ciociola
- 2021 – Rien ne va plus (con Clio), regia di Giovanni Di Legami
- 2021 – Verdiana, regia di Riccardo Sabetti
- 2022 – Adesso tutto è cambiato, regia di Giovanni Grandoni